# Medvedjek, Trebnje
Medvedjek este o localitate din comuna Trebnje, Slovenia, cu o populație de 76 de locuitori.